# The Whispers
The Whispers je americká vokální skupina, která byla založena v Los Angeles. Kapela se skládala z Leaveila Degreeho, Marcuse Hutsona, Nicholase Caldwella, Wallace Scotta a Waltera Scotta. Nahrávky kapely byly publikovávány u SOLAR Records (v USA) a u RCA Records (v Evropě). Mezi největší hity kapely patří "And the Beat Goes On", "It's a Love Thing" či "Rock Steady".
Marcus Hutson opustil kapelu v roce 1992, kvůli nemoci. V roce 2000 umřel a tak se z kvintetu stal kvartet.

## Diskografie

### Singly
- 1980: "And the Beat Goes On" (US #19, US R&B #1, UK #2)
- 1981: "It's a Love Thing" (US #28, R&B #2, UK #9)
- 1981: "I Can Make it Better" (R&B #40, UK #44)
- 1982: "In the Raw" (R&B #8)
- 1982: "Emergency" (R&B #22)
- 1983: "Tonight" (US #84, R&B #4)
- 1987: "Rock Steady" (US #7, R&B #1, UK #38)
- 1990: "Innocent" (US #55, R&B #3)

### Alba
| - 1970 Planets of Life – Soul Clock - 1972 The Whisper's Love Story – Janus Records - 1972 Life and Breath – Janus Records - 1973 Planets of Life (reissue) – Janus Records - 1974 Bingo – Janus Records - 1974 Whispers Gettin' Louder – Janus Records - 1976 One for the Money – Soul Train - 1977 Open up Your Love – Soul Train - 1978 Headlights – Solar Records - 1979 Happy Holidays to You – Solar - 1979 Whisper in Your Ear – Solar - 1979 The Whispers – Solar - 1980 Imagination – Solar |  | - 1981 This Kind Of Lovin' – Solar - 1982 Love Is Where You Find It – Solar - 1983 Love for Love – Solar - 1984 So Good – Solar - 1987 Just Gets Better with Time – Solar - 1989 Vintage Whispers – Solar - 1990 More of the Night – Capitol - 1990 In the Mood – Solar - 1991 Somebody Loves You – Quicksilver - 1993 Dr. Love – Quicksilver - 1994 Beat Goes On – Unidisc - 1994 Christmas Moments – Capitol - 1995 Toast to the Ladies – Capitol - 1996 The Whispers – Sequel - 1997 Songbook, Vol. 1: The Songs of Babyface – Interscope Records - 2006 For Your Ears Only – Satin Tie - 2007 The Whispers Live from Las Vegas |